# Publi Semproni Sop (cònsol 268 aC)
Publi Semproni Sop (en llatí Publius Sempronius Sophus) va ser un magistrat romà del segle iii aC. Formava part de la gens Semprònia.
Va ser elegit cònsol l'any 268 aC amb Appi Claudi Cras, segons diuen els Fasti i els dos cònsols van sotmetre definitivament els picentins. Després va ser censor, l'any 252 aC. Els Fasti l'anomenen fill de Publi i és molt probable que fos fill de Publi Semproni Sop cònsol l'any 304 aC.